# 119890 Zamka
119890 Zamka este o planetă minoră (asteroid) din centura de asteroizi. A fost descoperită pe 6 februarie 2002 la Observatorul Național Kitt Peak de Marc Buie⁠(d). 
Obiectul prezintă o orbită caracterizată de o semiaxă mare de 2,878976182714 UAi, o excentricitate de 0,080587231349777, o înclinație de 2,9725442956223 ° în raport cu ecliptica.